# 1641 Tana
1641 Tana è un asteroide della fascia principale del diametro medio di circa 25,66 km. Scoperto nel 1935, presenta un'orbita caratterizzata da un semiasse maggiore pari a 3,0156798 UA e da un'eccentricità di 0,1051698, inclinata di 9,33338° rispetto all'eclittica.
L'asteroide prende il nome dal fiume Tana, in Kenya.